# Bautista van Schouwen
Bautista van Schouwen Vasey (San Lorenzo de Tarapacá, 3 de abril de 1943-Santiago, 13 de diciembre de 1973) fue un médico y revolucionariomarxista chileno, uno de los fundadores del Movimiento de Izquierda Revolucionaria (MIR).

## Biografía
Hijo mayor de Carlota María Valentina Vasey y Bautista van Schouwen Figueroa, tuvo dos hermanos menores, Carlos y Jorge; vivió en el norte de Chile los años preescolares, ya que su padre, ingeniero químico industrial, trabajaba en la salitrera Peña Chica. Después se trasladaron a la ciudad de Concepción, donde realizó sus estudios primarios en el Liceo N°1 de Hombres. 
Fue allí, en los dos últimos años de la enseñanza media superior, que conoció a Miguel Enríquez, que a partir de entonces y hasta su muerte sería su íntimo amigo, cuñado y colaborador político.
En 1961, al igual que Enríquez, ingresó en la Escuela de Medicina de la Universidad de Concepción, en donde ambos se hicieron amigos de Jorge Gutiérrez Correa; al año siguiente, los tres se convierten en miembros del Núcleo Espartaco de las juventudes del Partido Socialista de Chile (PS) en Concepción. En esta organización militaban desde el año anterior Marcello Ferrada de Noli (jefe del Núcleo), otro amigo de temprana juventud, y Marco Antonio Enríquez, hermano de Miguel. 
Los cinco constituyeron la fracción denominada Movimiento Socialista Revolucionario bajo el liderazgo de Miguel Enríquez y establecieron contactos con otros jóvenes socialistas de Santiago, entre ellos los sociólogos Andrés Pascal Allende y Sergio Sepúlveda. En febrero de 1964 —junto con otros jóvenes militantes de Santiago y Concepción— fueron expulsados del PS durante el Congreso Nacional presidido por el senador Raúl Ampuero debido a las fuertes críticas expresadas en un documento de Enríquez, Van Schouwen y otros miembros del comité de redacción de la revista Revolución (órgano del grupo en la Universidad de Concepción) al camino hacia el poder propugnado por el PS, al que calificaban de "reformista" por admitir, como el Partido Comunista de Chile, exclusivamente la vía electoral. 
Pocas semanas después de abandonar el PS ingresaron en la Vanguardia Revolucionaria Marxista, que luego de su segundo congreso en Santiago en abril de 1964 pasó a ser conocida como la VRM (El Rebelde), para diferenciarse de los contingentes estalinistas (exmilitantes del PC y simpatizantes maoístas) que formaron otra organización conservando el mismo nombre (VRM).

## Creación del MIR
En 1965, se celebra el congreso fundacional del Movimiento de Izquierda Revolucionaria (MIR), en el que destaca su participación como coautor del Programa del MIR aprobado en el congreso de fundación. Según el autor Pedro Naranjo, van Schouwen habría también participado en la elaboración de la Tesis Insurreccional, pero historiadores concuerdan en que aquel documento fue redactado por Miguel Enríquez junto con su hermano Marco Antonio y Marcello Ferrada de Noli. La tesis, llamada "A la conquista del poder por la vía insurreccional", aboga por la lucha armada como vía al socialismo. A partir de entonces, es elegido miembro del Comité Central del nuevo partido; en 1967 se convierte paralelamente en presidente del Centro de Alumnos de la Escuela de Medicina de la Universidad de Concepción, desde donde continúa participando en el liderazgo de las movilizaciones estudiantiles de la segunda década del sesenta y que culmina en 1968 con la reforma de la Universidad de Concepción luego de años de lucha.
Ese mismo año se casa con Inés, hermana de Miguel y Marco Antonio Enríquez, hijos del médico y exrector de la Universidad de Concepción y futuro ministro de Educación en el gobierno de Salvador Allende, Edgardo Enríquez. La ceremonia civil se realiza en Roosevelt 1654, en la residencia de la familia Enríquez. siendo testigo del matrimonio su amigo Marcello Ferrada. En la misma ceremonia Miguel contrae matrimonio con Alejandra Pizarro. 
De la unión de Bautista e Inés nació un único hijo, Pablo. El mismo año se recibe como médico con la segunda distinción en su curso (precedido por su colega y estudiante mirista Jorge Gutiérrez Correa, y compartiendo la distinción con Miguel Enríquez) e ingresa a trabajar en el servicio de Neurología del Hospital Regional de Concepción y como médico general en los hospitales Santa Juana y Arauco, donde atiende a mineros del carbón y pacientes de muy escasos recursos. También ese año es nombrado director del periódico del MIR, El Rebelde, por lo que se traslada a Santiago para dedicarse de lleno a su militancia política.

## Muerte
Después del golpe de Estado del 11 de septiembre de 1973, encabezado por Augusto Pinochet contra el gobierno del socialista Salvador Allende, la dictadura militar ofreció una recompensa de 500.000 escudos a quien aportara datos que contribuyeran a arrestar a Van Schouwen.
La última vez que se le vio con vida fue el 13 de diciembre, cuando fue detenido en la parroquia san Antonio de Padua, de los frailes capuchinos, ubicada en Catedral 2345, Santiago. La operación la realizaron agentes de civil armados, apoyados por carabineros que se movilizaban en un bus, en el cual trasladaron posteriormente a los arrestados. Además de Van Schouwen fueron detenidos el estudiante de Derecho Patricio Munita Castillo, que fue ejecutado después, y el sacerdote Enrique White, quien fue dejado en libertad ocho días más tarde. La noticia del encarcelamiento del dirigente mirista la dio El Mercurio, diario que informaba que la Primera Fiscalía Militar de Santiago había iniciado un proceso contra él.
La última información que se tuvo de Van Schouwen vivo, cuya veracidad jamás se ha podido verificar, la habría proporcionado un marino después de registrarla clandestinamente. Se trata de una fotografía y de la ficha médica presentada por los denunciantes ante organismos internacionales en el extranjero. La foto lo muestra postrado en cama y su ficha del Hospital Naval Almirante Nef de Valparaíso señala: "Enfermo somnoliento no coopera, contesta con monosílabos. Las contusiones, hematomas y escoriaciones en las extremidades están mejor, lo mismo el antebrazo izquierdo. Se reabsorben los hematomas en el abdomen y espalda. La contusión del hombro derecho continúa dolorosa, lo mismo el acentuado edema y enrojecimiento del glande. Reacciona escasamente a la estimulación dolorosa en los miembros inferiores...".